# Тамонов, Михаил Александрович

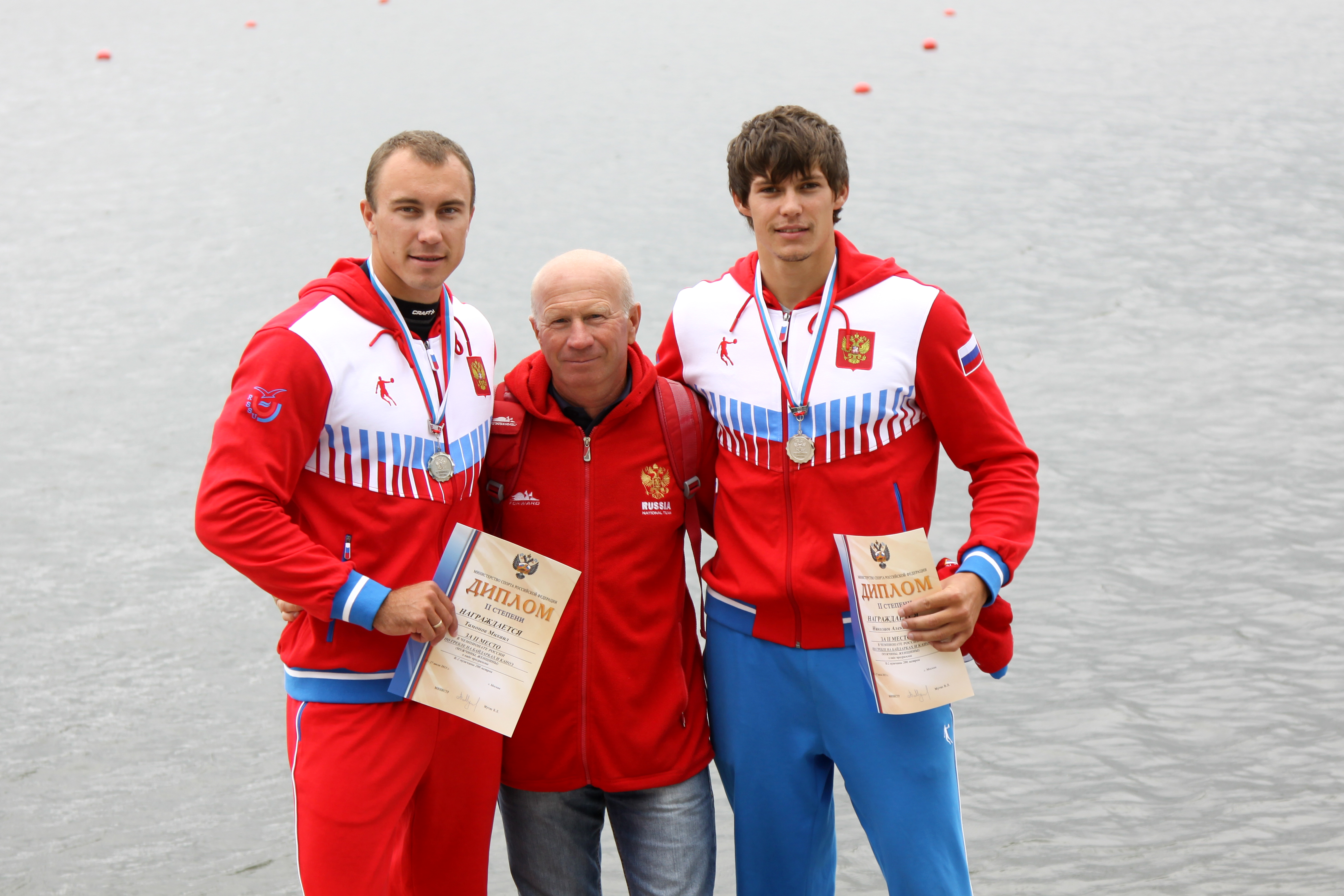
Михаил Тамонов, Анатолий Романенко, Александр Николаев

Михаил Александрович Тамонов (4 ноября 1992, Белая Калитва, Россия) - российский гребец-байдарочник. Серебряный призёр Чемпионат мира по гребле на байдарках и каноэ 2011 в эстафете байдарок-одиночек 4×200м(в команде с Дьяченко, Александр Игоревич, Виктором Завольским, Евгением Салаховым)
Победитель молодёжного Чемпионата Мира и Европы в байдарке-двойке с Александром Николаевым.
Мастер спорта России международного класса

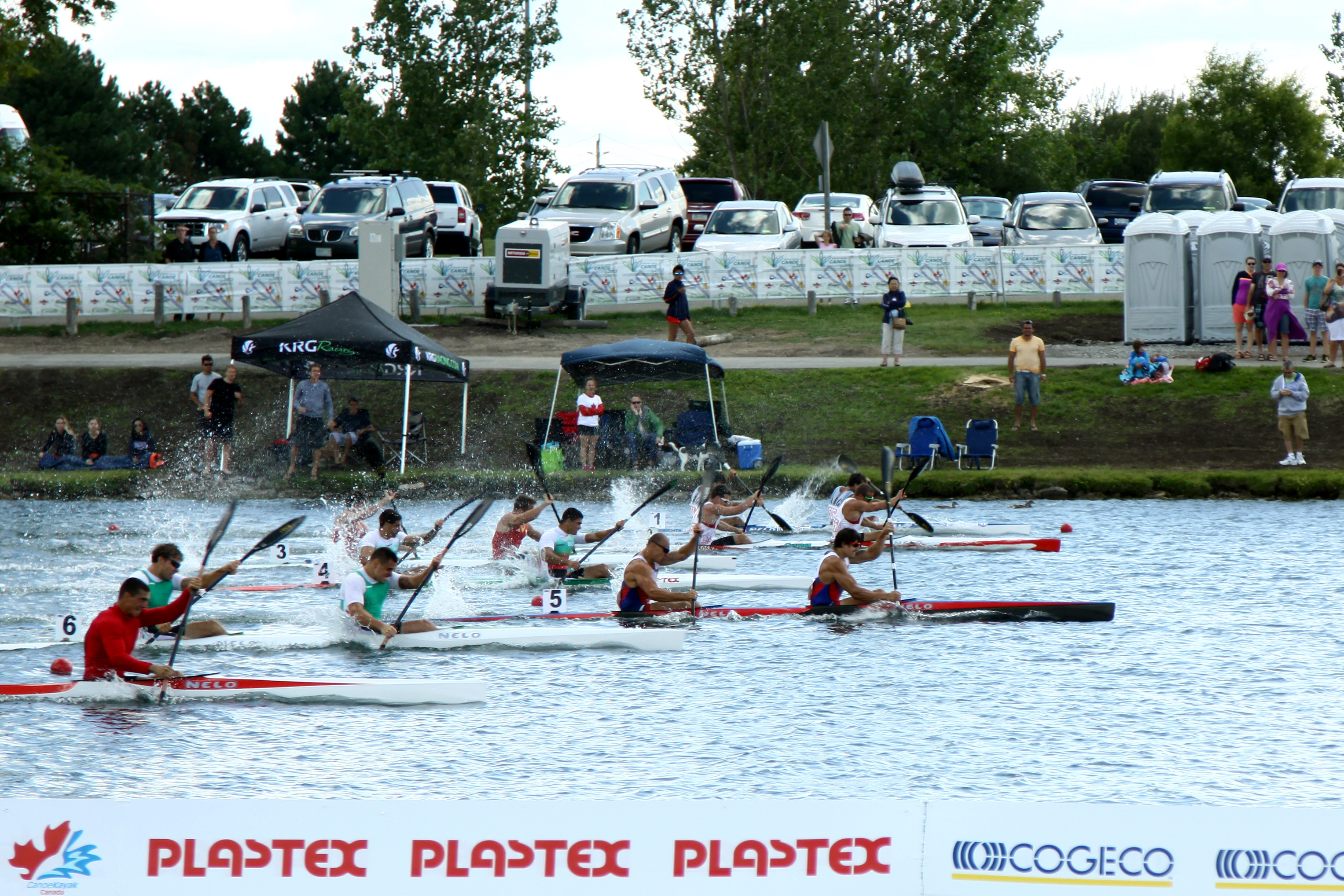
Михаил Тамонов, Александр Николаев

Чемпионат мира по гребле на байдарках и каноэ 2011

## Биография
Михаил Тамонов родился 4 ноября 1992 в городе Белая Калитва Ростовской области.
Окончил Белокалитвинскую среднюю школу №5. 
Отец- Александр Тамонов- тренер по гребле на байдарках СДЮШОР 25 г. Белая Калитва.

## Карьера
Специализируется на гребле в байдарке-двойке, но так же выступает и в одиночке.
Впервые в сборную (на тот момент юниорскую) команду России по гребле на байдарках и каноэ попал по итогам результатов сезона 2008 года, после чего регулярно подтверждает высокие спортивные результаты и на данный момент (апрель 2014), так же состоит в сборной.
- 2009

Первый международный старт состоялся на юниорском Первенстве Европы 2009г в Польше(г. Познань), где в составе байдарки-четверке на 1000м Михаил выиграл золото и бронзу на 500м.
- 2010

Выиграв национальный отбор среди юниоров, Михаил готовит к Первенству Европы байдарку-одиночку 200м(3 место), -двойку 500м (1 место)  и -четвёрку 1000м (1 место)
- 2011

Начав сезон неудачно, создается двойка Салахов-Тамонов, выигравшие Чемпионат России в двойке, тем самым попав на Чемпионат мира. Но выступили неудачно. 
В одиночке завоевал серебро в составе эстафеты 4×200м на том же Чемпионате мира.
- 2012

Сезон без международных соревнований.
- 2013

Начал выступать в двойке с Николаевым Александром, экипаж выиграл Первенство Мира и Европы до 23лет.
- 2014

В экипаже с Луканцовым Евгением выиграл золото Первенства Мира и Европы до 23 лет. 

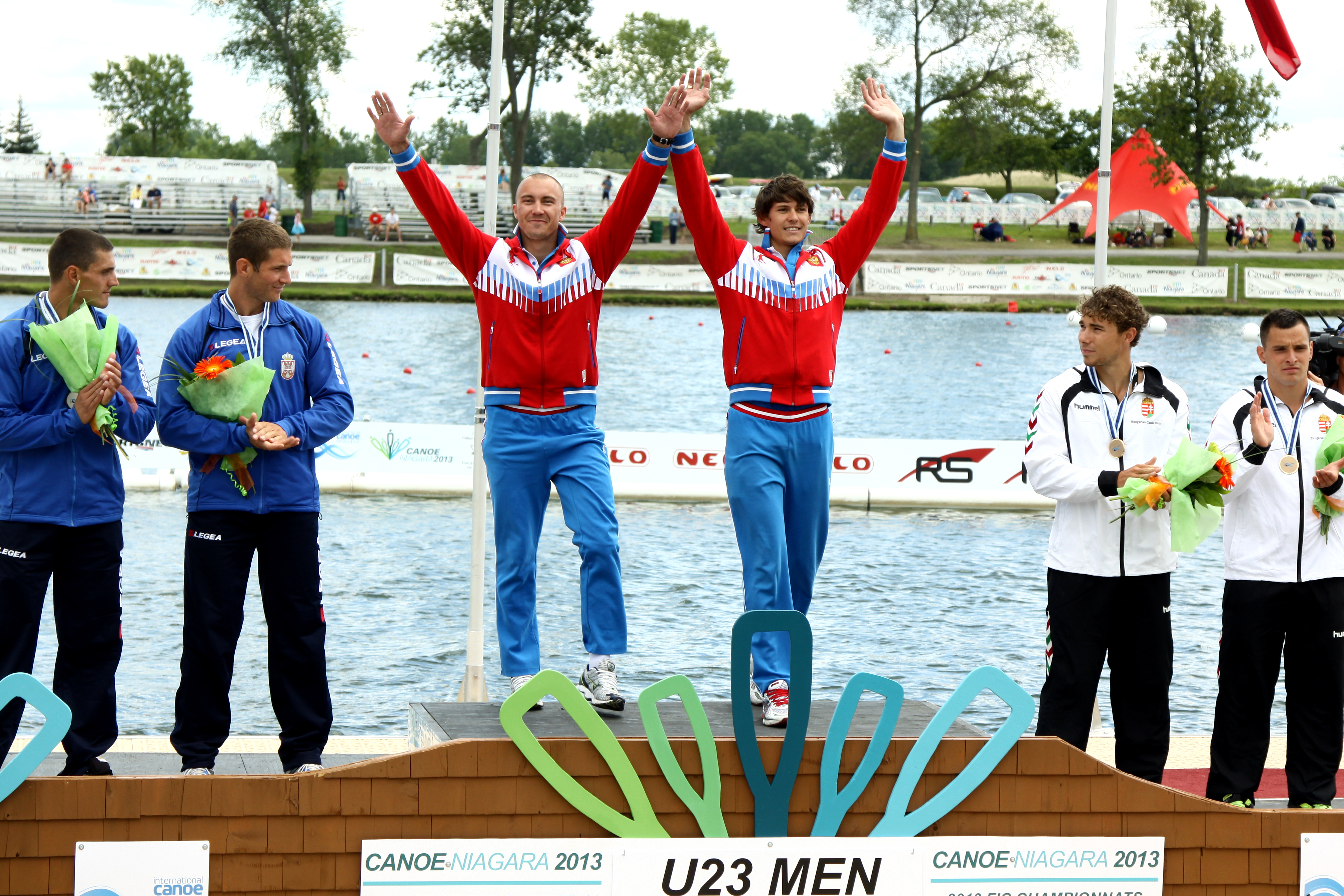
Михаил Тамонов и Александр Николаев

## Напарники
- 2010-2012г - Калашников Игорь
- 2011- Салахов Евгений
- 2013-н. в - Николаев Александр
- 2014 - Луканцов Евгений